# Vendita allo scoperto
La vendita allo scoperto (in lingua inglese short-selling o semplicemente short) è un'operazione finanziaria che consiste nella vendita di titoli non direttamente posseduti dal venditore, ma presi in prestito dietro il versamento di un corrispettivo, con l'intento di ottenere un profitto a seguito di un movimento ribassista in una borsa valori.
La vendita allo scoperto è un'operazione finanziaria di tipo prettamente speculativo e orientata verso un orizzonte temporale di brevissimo periodo. Per tale motivo non può essere considerata uno strumento d'investimento. Inoltre, a causa degli effetti ribassisti sulla borsa valori, è sottoposta a particolari regole nella maggior parte dei paesi.

## Descrizione
Al fine di operare una vendita allo scoperto, il venditore allo scoperto (chiamato anche scopertista o short seller oppure venditore a nudo) prende a prestito titoli da una banca o da un intermediario finanziario (in inglese "broker"), e li vende immediatamente sul mercato, con l'intento di ricomprarli in futuro a un prezzo inferiore. Tale operazione viene tecnicamente definita ricopertura dello scoperto (in inglese short covering). Pertanto la vendita allo scoperto si configura come un prestito di titoli, per il quale il venditore allo scoperto paga un interesse al prestatore. L'ammontare dell'interesse dipende dalla durata del prestito.
Come anticipato, lo short selling viene effettuato in quanto il venditore allo scoperto si aspetta che il prezzo dei titoli presi in prestito subisca un calo in borsa. In questo modo, il costo del riacquisto dei titoli sul mercato sarà inferiore al ricavo precedentemente incassato dalla vendita degli stessi (e di solito tale controvalore ricevuto viene provvisoriamente posto a garanzia sullo short fino a ricopertura eseguita). In questo caso il rendimento complessivo dell'operazione di short selling risulta in profitto e il venditore allo scoperto è in grado di corrispondere l'interesse al prestatore dei titoli.
Se, al contrario, il prezzo dei titoli aumenta durante il tempo del prestito, il rendimento dell'operazione si traduce in una perdita. Per tale ragione la vendita allo scoperto si effettua principalmente quando i mercati azionari si trovano in una fase discendente, da qui il nome "short" (tr. "breve"), perché storicamente le fasi discendenti dei mercati finanziari hanno una durata più breve e sono meno numerose delle fasi ascendenti.

## Esempi

### Il titolo scende: risultato in profitto
Le azioni della società "x" sono attualmente quotate a 10 euro.
- Uno short seller prende in prestito da un intermediario 100 azioni della società "x" e le rivende immediatamente sul mercato per la somma di 1.000 euro.
- Successivamente, il prezzo delle azioni scende a 8 euro.
- Lo short seller acquista 100 azioni della società "x" per 800 euro.
- Lo short seller restituisce le azioni al prestatore, tenuto ad accettare la restituzione dello stesso numero di azioni, nonostante il loro valore sul mercato sia ora diminuito.
- Lo short seller ottiene quindi un profitto di 200 euro, ai quali viene sottratto l'interesse da corrispondere al prestatore.

### Il titolo sale: risultato in perdita
Le azioni della società "x" sono attualmente quotate a 10 euro.
- Uno short seller prende in prestito 100 azioni della società "x" e le rivende sul mercato per la somma di 1.000 euro.
- Successivamente, il prezzo delle azioni sale a 25 euro.
- Lo short seller, nonostante il rialzo del prezzo, è tenuto per contratto a restituire le azioni al prestatore, e deve quindi acquistare 100 azioni della società "x" per 2.500 euro.
- Lo short seller subisce dunque una perdita di 1.500 euro, risultante dalla differenza tra il prezzo al quale ha venduto le azioni e il prezzo al quale ha dovuto riacquistarle (più il compenso per il prestatore).

## Naked short
Si parla di "naked short selling" quando si vende allo scoperto senza prima avere ottenuto in prestito il titolo che si intende vendere. Tale situazione può verificarsi quando non vi sono prestatori disponibili sul mercato, o quando il costo del prestito risulta troppo elevato. Dunque, in tale tipo di transazione, lo short seller vende titoli che non solo non possiede, ma non ha nemmeno preso in prestito, contando sul fatto di riuscire a procurarsele entro la data di liquidazione della vendita, tipicamente di tre giorni.